# Gaúcho (cantor)
Francisco de Paula Brandão Rangel (Cruz Alta, 29 de junho de 1911 — Rio de Janeiro, 1 de abril de 1971), mais conhecido por seu nome artístico de Gaúcho, foi um cantor e compositor brasileiro. Formou com Joel de Almeida a dupla Joel & Gaúcho, uma das mais bem-sucedidas da música popular brasileira, especialmente na década de 1940. Como compositor, foi também um dos fundadores da Sociedade Brasileira de Autores, Compositores e Escritores de Música (SBACEM).

## Biografia
Conheceu Joel de Almeida, em 1933, numa roda de boemia no bairro carioca de Vila Isabel, para onde se mudara ao sair do Rio Grande do Sul. Começaram então a cantar juntos, com Joel batendo no chapéu de palha e Gaúcho tocando violão. Foram vistos por Renato Murce, que os convidou para atuarem em seu programa Horas do Outro Mundo, na Rádio Philips. Contratados pela emissora, passaram a se apresentar também no Programa Casé e foram apelidados de Irmãos Gêmeos da Voz por Alziro Zarzur.
Em 1935, o duo obteve seu primeiro destaque em disco com o samba Estão Batendo, de Gadé e Valfrido Silva, gravado pela Columbia. No lado B, o disco trazia o samba O Chapéu É Quem Diz, da autoria da dupla, cuja gravação contou com o acompanhamento de Pixinguinha e sua orquestra. No ano seguinte, já pela Victor, lançaram a marcha Pierrô Apaixonado, de Heitor dos Prazeres e Noel Rosa, grande sucesso no Carnaval que marcou o início de uma série de êxitos no gênero. Eles a cantaram no filme Alô, Alô, Carnaval e passaram a se apresentar nos Cassinos da Urca e Atlântico e no Copacabana Palace Hotel.
A parceria com Joel se desfez enquanto a dupla fazia uma turnê pela Argentina, em 1947. Cinco anos depois, voltaram a cantar juntos, mas apenas por um breve período, pois naquele mesmo ano, após algumas apresentações, Gaúcho abandonou o rádio e se mudou para Itacuruça, RJ. Todavia, continuou atuando como compositor, tendo músicas gravadas por Leo Romano, Dircinha Batista e pela dupla de palhaços Arrelia e Pimentinha.
Em 1962, a dupla tornou a se reunir e gravou pela RCA Victor o LP Joel & Gaúcho registrando os seus grandes sucessos, disco comemorativo aos trinta anos de formação da dupla.